# Pivnica Slavonska
Pivnica Slavonska falu Horvátországban Verőce-Drávamente megyében. Közigazgatásilag Suhopoljéhoz tartozik.

## Fekvése
Verőce központjától légvonalban 15, közúton 22 km-re délkeletre, községközpontjától légvonalban 9, közúton 13 km-re délre, Nyugat-Szlavóniában, a Bilo-hegységben, a Brežnica-patak völgyében, a Verőcéről Daruvárra menő főút és vasútvonal mentén, a megyehatárnál fekszik.

## Története
A régészeti leletek alapján területe már a történelem előtti időkben is lakott volt. A település a 18. században keletkezett katolikus horvátok betelepítésével. Neve a horvát „pivnica” (borospince) főnévből származik. Az első katonai felmérés térképén már láthatók a házai.
Lipszky János 1808-ban Budán kiadott repertóriumában „Pivnicze” néven szerepel. Nagy Lajos 1829-ben kiadott művében „Pivnicze” néven 15 házzal, 93 katolikus vallású lakossal szerepel.
Verőce vármegye Verőcei járásának része volt. 1892-ben vasútállomással, távíróval, postahivatallal, postatakarék-pénztárral rendelkezett. A településnek 1857-ben 156, 1910-ben 329 lakosa volt. 1910-ben a népszámlálás adatai szerint lakosságának 75%-a szerb, 11%-a horvát, 9%-a magyar anyanyelvű volt. Az I. világháború után 1918-ban az új szerb-horvát-szlovén állam, majd később (1929-ben) Jugoszlávia része lett. 1991-ben 106 főnyi lakosságának 71%-a szerb, 25%-a horvát nemzetiségű volt. 2011-ben a településnek 53 lakosa volt.

## Lakossága
| Lakosság változása | Lakosság változása | Lakosság változása | Lakosság változása | Lakosság változása | Lakosság változása | Lakosság változása | Lakosság változása | Lakosság változása | Lakosság változása | Lakosság változása | Lakosság változása | Lakosság változása | Lakosság változása | Lakosság változása | Lakosság változása |
| ------------------ | ------------------ | ------------------ | ------------------ | ------------------ | ------------------ | ------------------ | ------------------ | ------------------ | ------------------ | ------------------ | ------------------ | ------------------ | ------------------ | ------------------ | ------------------ |
| 1857               | 1869               | 1880               | 1890               | 1900               | 1910               | 1921               | 1931               | 1948               | 1953               | 1961               | 1971               | 1981               | 1991               | 2001               | 2011               |
| 156                | 156                | 167                | 429                | 303                | 329                | 295                | 347                | 276                | 296                | 280                | 265                | 167                | 106                | 70                 | 53                 |